# Quillan
Quillan är en kommun i departementet Aude i regionen Occitanien  i södra Frankrike. Kommunen ligger  i kantonen Quillan som ligger i arrondissementet Limoux. År 2019 hade Quillan 3 212 invånare.

## Befolkningsutveckling
Antalet invånare i kommunen Quillan
Referens: INSEE